# جوش غوردون
جوش غوردون (بالإنجليزية: Josh Gordon)‏ (و. 1991  م) هو لاعب كرة قدم أمريكية، ورياضي محترف ‏، من الولايات المتحدة، ولد في هيوستن، تكساس، يلعب كمستقبل واسع ‏.

## التعليم
تعلم في Lamar High School (Houston) ‏.

## روابط خارجية
- جوش غوردون على موقع مرجع كرة القدم المحترفة.كوم (الإنجليزية)